# Naso 'e cane
Naso 'e cane è un album studio di Enzo di Domenico, pubblicato nel 1991.

## Tracce
1. Naso 'e cane
2. Strana atmosfera
3. Cu ll'uocchie 'nfuse
4. Tiene a mmente
5. Auguri a te
6. Ma che strana città
7. Sabato
8. E te penzo
9. Liscio e busso
10. Senza vela
11. Povera terra mia